# Gasthaus Alter Deich 60
Das ehemalige Gasthaus Alter Deich 60 in der niedersächsischen Gemeinde Wurster Nordseeküste, Ortsteil Spieka, im Landkreis Cuxhaven, stammt aus der zweiten Hälfte des 19. Jahrhunderts. Zum Ensemble gehört auch die ehemalige alte Schmiede.
Aktuell (2024) wird es wohl als Wohnhaus und gewerblich genutzt.
Die Gebäude stehen unter Denkmalschutz (siehe auch Liste der Baudenkmale in Wurster Nordseeküste).

## Beschreibung
Das eingeschossige giebelständige verklinkerte Gebäude mit Satteldach, zwei Gesimsbändern und Ortgangverzierung sowie segmentbogigen Öffnungen wurde um 1880 im Stil der Gründerzeit als Gaststwirtschaft & Schmiede (Inschrift) gebaut.
Zum Ensemble gehört die eingeschossige traufständige rechts stehende massive Schmiede mit Satteldach aus derselben Zeit.
Das Landesdenkmalamt befand u. a.: „… Erhaltung aus geschichtlichen und städtebaulichen Gründen …“
Hier soll 1907 der Verein Gut Heil Nordholz und Umgebung (TSG Nordholz) durch den Gastwirt und die Schmiedegesllschaft gegründet worden sein.